# Kelly Preston
Kelly Preston, pseudonimo di Kelly Kamalelehua Smith (Honolulu, 13 ottobre 1962 – Clearwater, 12 luglio 2020), è stata un'attrice e modella statunitense.

## Biografia

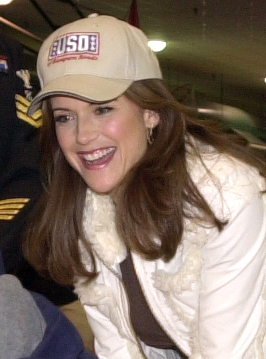
Kelly Preston nel 2005

Suo padre, lavoratore presso un centro agricolo, morì quando Kelly aveva 3 anni e sua madre, Linda, amministratrice in un centro per persone con problemi mentali, si risposò con Peter Palzis, che adottò Kelly. Iniziò in gioventù a muovere i primi passi nel mondo della moda. A 16 anni venne notata da un fotografo di moda che la aiutò a ottenere piccoli lavori da attrice in pubblicità e altri ruoli. Nel 2001 la Preston partecipò all'edizione speciale di Fear Factor. Giunta in finale, perse di fronte al rapper Coolio. Ricevette $25.000 che donò in beneficenza.
Sia la Preston che il marito John Travolta erano adepti della chiesa di Scientology. Entrambi recitarono nel film Battaglia per la Terra (2000), basato su una novella del fondatore di Scientology, L. Ron Hubbard. Il suo ruolo non è principale: interpretò una donna della setta degli Psychlo. Il film, stroncato da critica e pubblico, ricevette sette Razzie Awards, tra cui il Razzie Award alla peggior attrice non protagonista a Kelly Preston.
Nel 2003 venne candidata al Razzie Awards per Il gatto... e il cappello matto. Nel 2004 apparve nel video musicale She Will Be Loved dei Maroon 5. Nel 2006 fu testimonial del marchio Neutrogena. Tra il 2006 e il 2007, la Preston iniziò a dibattere sulla scuola e sui bambini: secondo l'attrice, le scuole stanno forzando e pressando le famiglie perché guariscano i figli - anche non affetti - dall'ADHD (Disturbo da deficit da attenzione). Testimoniò davanti alla stessa legislatura statale della Florida per incoraggiare l'approvazione di una legge che vietasse questi fenomeni. Una legge federale con questo effetto fu emanata nel luglio 2005, secondo cui solo le scuole che ricevono fondi federali possono usare questi trattamenti.
A causa di un cancro al seno, è morta a 57 anni il 12 luglio 2020. A dare la notizia è stato il marito John Travolta sul suo profilo Instagram.
Il suo corpo è stato cremato e le ceneri sono a tutt'oggi custodite dai familiari.

## Vita privata
È stata sposata con l'attore Kevin Gage dal 1985 al 1987. Ha anche avuto una relazione con George Clooney alla fine degli anni ottanta. In seguito si è legata per tre anni (1987-1990) all'attore Charlie Sheen. Nel 1991 sposa l'attore John Travolta. La coppia ha avuto tre figli: Jett (1992-2009), Ella Bleu (2000) e Benjamin (2010).
La Preston dedicava molto tempo al consiglio della CHEC (Children's Health Environmental Coalition - Coalizione per la salute ambientale dei bambini), un'organizzazione non profit creata per educare i genitori ai rischi delle tossine ambientali che potrebbero far male ai bambini con allergie. Ha iniziato a far parte dell'associazione dopo aver scoperto che suo figlio Jett aveva la sindrome di Kawasaki, una grave malattia rara ed autoimmune che, se non diagnosticata e curata per tempo, può comportare gravi disturbi agli organi interni ed in particolare al sistema vascolare e cardiovascolare.
I media avevano anche diffuso la notizia secondo cui il figlio Jett non fosse affetto dalla sindrome di Kawasaki, bensì fosse autistico, basandosi sull'ipotesi che i sintomi descritti dalla Preston non potessero essere collegati alla sindrome di Kawasaki. Il 10 aprile 2006 la Hollywood Interrupted ha chiesto pubblicamente alla Preston e al marito di curare il figlio privatamente e la Preston ha confermato l'autismo del figlio. Un anno dopo suo cognato Joey Travolta ha prodotto un documentario sull'autismo. Jett morì nel 2009 per cause non del tutto note.

## Filmografia

### Cinema
- Dieci minuti a mezzanotte (10 to Midnight), regia di J. Lee Thompson (1983)
- Tempesta metallica (Metalstorm: The Destruction of Jared-Syn), regia di Charles Band (1983)
- Christine - La macchina infernale (Christine), regia di John Carpenter (1983)
- Mischief, regia di Mel Damski (1985)
- L'ammiratore segreto (Secret Admirer), regia di David Greenwalt (1985)
- Space Camp - Gravità zero (SpaceCamp), regia di Harry Winer (1986)
- 52 - Gioca o muori (52 Pick-Up), regia di John Frankenheimer (1986)
- Amore di strega (Love at Stake), regia di John C. Moffitt (1987)
- Tigre reale (A Tiger's Tale), regia di Peter Douglas (1987)
- Donne amazzoni sulla Luna (Amazon Women on the Moon), regia di Joe Dante, Carl Gottlieb, Peter Horton, John Landis, Robert K. Weiss (1987)
- Spellbinder, regia di Janet Greek (1988)
- I gemelli (Twins), regia di Ivan Reitman (1988)
- Gli esperti americani (The Experts), regia di Dave Thomas (1989)
- Run, regia di Geoff Burrowes (1991)
- Weekend senza il morto (Only You), regia di Betty Thomas (1992)
- Double Cross, regia di Michael Keusch (1994)
- Love Is a Gun - Amore mortale (Love Is a Gun), regia di David Hartwell (1994)
- Mrs. Munck, regia di Diane Ladd (1995)
- Donne - Waiting to Exhale (Waiting to Exhale), regia di Forest Whitaker (1995) - cameo non accreditato
- La storia di Ruth, donna americana (Citizen Ruth), regia di Alexander Payne (1996)
- Dal tramonto all'alba (From Dusk Till Dawn), regia di Robert Rodriguez (1996)
- Curdled - Una commedia pulp (Curdled), regia di Reb Braddock (1996)
- Jerry Maguire, regia di Cameron Crowe (1996)
- Innamorati cronici (Addicted to Love), regia di Griffin Dunne (1997)
- Niente da perdere (Nothing to Lose), regia di Steve Oedekerk (1997)
- Il genio (Holy Man), regia di Stephen Herek (1998)
- Jack Frost, regia di Troy Miller (1998)
- Gioco d'amore (For Love of the Game), regia di Sam Raimi (1999)
- Battaglia per la Terra (Battlefield Earth), regia di Roger Christian (2000)
- Daddy & Them - Una famiglia di pecore nere (Daddy and Them), regia di Billy Bob Thornton (2001)
- Una hostess tra le nuvole (View from the Top), regia di Bruno Barreto (2003)
- Una ragazza e il suo sogno (What a Girl Wants), regia di Dennie Gordon (2003)
- Il gatto... e il cappello matto (The Cat in the Hat), regia di Bo Welch (2003)
- Eulogy, regia di Michael Clancy (2004)
- L'ora della verità (Return to Sender), regia di Bille August (2004)
- Sky High - Scuola di superpoteri (Sky High), regia di Mike Mitchell (2005)
- Broken Bridges, regia di Steven Goldmann (2006)
- Death Sentence, regia di James Wan (2007)
- Daddy Sitter (Old Dogs), regia di Walt Becker (2009)
- The Last Song, regia di Julie Anne Robinson (2010)
- Il gioco dei soldi (Casino Jack), regia di George Hickenlooper (2010)
- Gotti - Il primo padrino (Gotti), regia di Kevin Connolly (2018)
- Off the Rails, regia di Jules Williamson (2021)

### Televisione
- CHiPs - serie TV, 1 episodio (1983)
- Capitol - soap opera (1982-1983)
- Tuono blu (Blue Thunder) - serie TV, 1 episodio (1984)
- La sposa perfetta (The Perfect Bride) - film TV (1991)
- The American Clock - film TV (1993)
- Cheyenne Warrior - film TV (1994)
- Bar Hopping - film TV (2000)
- Joey - serie TV, 2 episodi (2004)
- Medium - serie TV (2008)
- The Tenth Circle - film TV (2008)
- CSI: Cyber - serie TV, 3 episodi (2016)

### Cortometraggi
- Little Surprises - cortometraggio TV (1996)
- Struck (2008)

### Videoclip
- She Will Be Loved - Maroon 5, (2004)

## Doppiatrici italiane
Nelle versioni in italiano delle opere in cui ha recitato, Kelly Preston è stata doppiata da:
- Roberta Pellini in Jack Frost, Una ragazza e il suo sogno, L'ora della verità, Joey
- Cristina Boraschi ne Gli esperti americani, Jerry Maguire, Gioco d'amore
- Antonella Baldini in Una hostess tra le nuvole, Daddy Sitter, The Last Song
- Emanuela Rossi in 52 - Gioca o muori, Weekend senza il morto
- Claudia Razzi ne L'ammiratore segreto
- Isabella Pasanisi ne I gemelli
- Silvia Tognoloni in Space Camp - Gravità zero
- Francesca Fiorentini ne Il gatto e il cappello matto
- Chiara Salerno in Dal tramonto all'alba
- Pinella Dragani in Daddy & Them - Una famiglia di pecore nere
- Laura Boccanera in Niente da perdere
- Francesca Guadagno ne Il genio
- Beatrice Margiotti in Death Sentence
- Michela Pavia in Capitol
- Giò Giò Rapattoni in Scuola di superpoteri
- Lorena Bertini in Innamorati cronici
- Sabrina Duranti in Casinò Jack
- Roberta Greganti in Gotti - Il primo padrino